# Roel Nusse
Roeland Nusse (* 9. Juni 1950 in Amsterdam) ist ein niederländisch-US-amerikanischer Molekularbiologe und Hochschullehrer an der Stanford University. Er war wesentlich an der Entdeckung des Wnt-Signalwegs beteiligt.
Roeland „Roel“ Nusse studierte Biologie an der Universität Amsterdam, an der er auch promoviert wurde mit einer Dissertation über den Maus-Mammatumorvirus. Als Post-Doktorand entdeckte er 1982 an der University of California in San Francisco mit Harold Varmus das Wnt1-Gen. Danach untersuchte er den Wnt-Signalweg weiter am niederländischen Krebsforschungsinstitut. Ab 1990 war er am Labor für Entwicklungsbiologie in Stanford. Dort erforscht er unter anderem die Rolle von Wnt bei der Stammzellenentwicklung und bei der Regenerierung von Gewebe. Er ist auch Forscher des Howard Hughes Medical Institute.
2000 erhielt er den Peter-Debye-Preis der Universität Maastricht. Er ist korrespondierendes Mitglied der Königlich Niederländischen Akademie der Wissenschaften (1997), Mitglied der National Academy of Sciences (2010), der American Academy of Arts and Sciences (2001) und der European Molecular Biology Organisation (1988).
Für 2017 erhielt er den Breakthrough Prize in Life Sciences, für 2020 einen Canada Gairdner International Award.

## Schriften
- Roel Nusse, Harold Varmus: Three decades of Wnts: A personal perspective on how a scientific field developed, The EMBO Journal, Band 31, 2012, S. 2670–2684
- Nusse, Varmus: Many tumors induced by the mouse mammary tumor virus contain a provirus integrated in the same region of the host genome, Cell, Band 31, 1982, S. 99–109, PMID 6297757
- mit C. Y. Logan: The Wnt signaling pathway in development and disease, Annu. Rev. Cell Dev. Biology, Band 20, 2004, S. 781–810.